# Südstadt (Rostock)

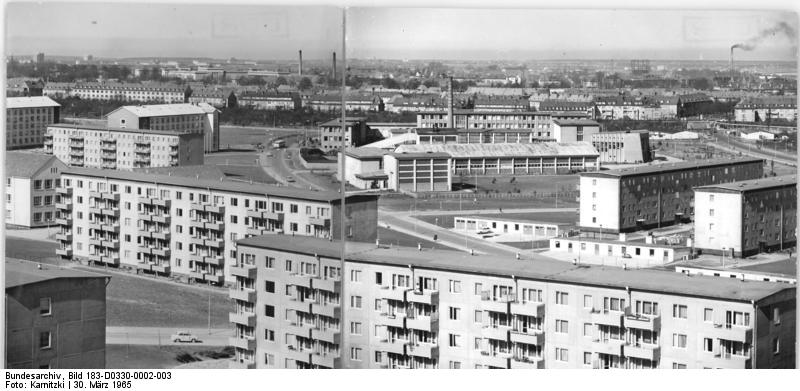
Die Rostocker Südstadt im Bau

Die Südstadt ist ein Ortsteil von Rostock.

## Entstehung
Mit der Südstadt entstand zwischen 1961 und 1965 Rostocks erste einheitliche Großwohnsiedlung in Plattenbauweise mit 7917 Wohnungen für rund 20.000 Menschen. Die Straßen in der Südstadt sind – mit Ausnahme des Südrings (zeitweise: Otto-Grotewohl-Ring), der Erich-Schlesinger-Straße, der Majakowskistraße und der Erich-Weinert-Straße – nach Wissenschaftlern benannt.

## Bauten

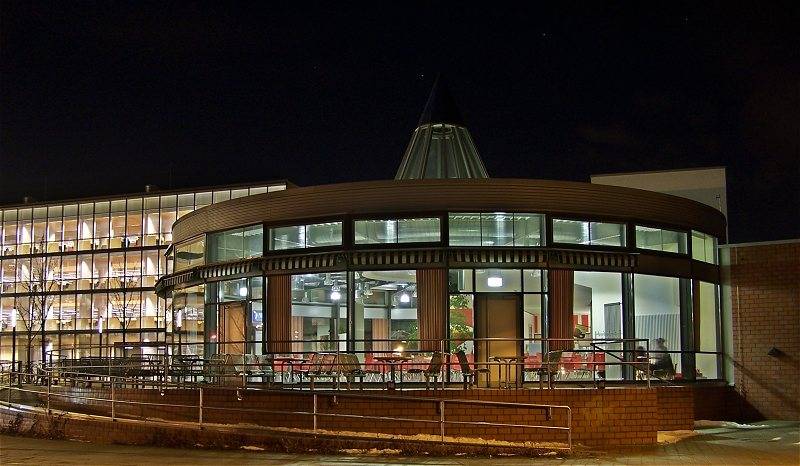
Rostocker Universitätsmensa

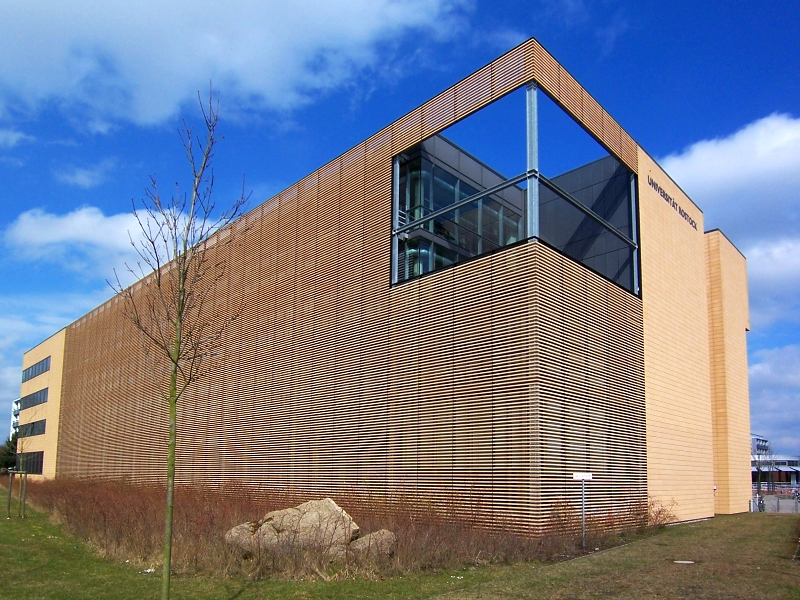
Rostocker Universitätsbibliothek

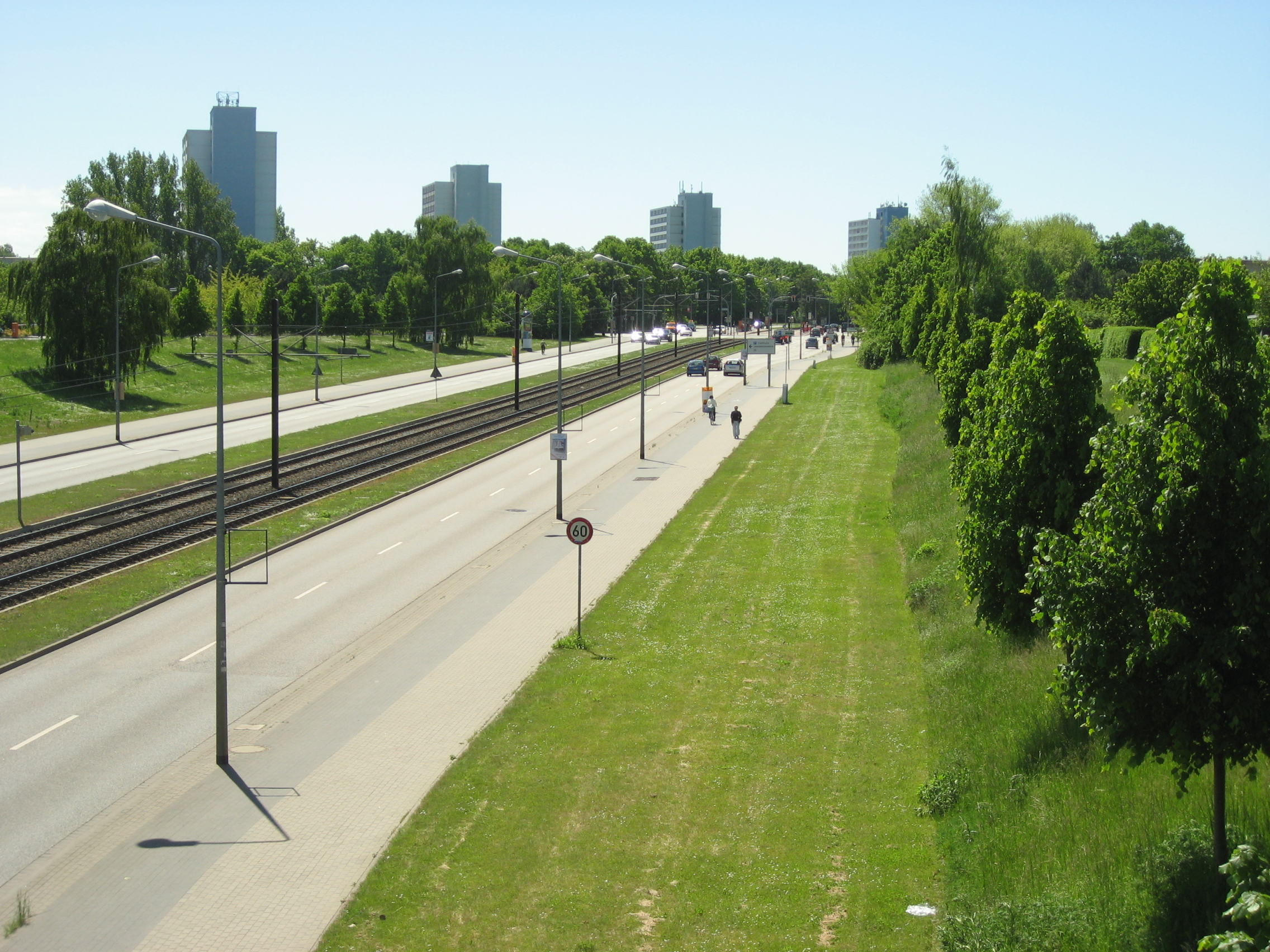
Der Südring

In der Südstadt befinden sich einige Einrichtungen der Universität Rostock, wie die Fachbereiche Biologie und Chemie, die Fakultät für Maschinenbau und Schiffstechnik, Teile der Fakultät für Informatik und Elektrotechnik, die (große) Mensa, die Universitätsbibliothek Rostock, das Rechenzentrum und mehrere Studentenwohnheime. 2015 wurden das Institutsgebäude der Physik und der Forschungsbau Leben, Licht & Materie eingeweiht, damit führt die Universität den Ausbau des Südstadtcampus zum „MINT-Campus“ fort.
Trotzdem ist die Südstadt ein Ortsteil mit einem hohen Durchschnittsalter. Mit Ausnahme der Studierenden in einigen Wohnheimen  wird die Südstadt überwiegend von Menschen bewohnt, die seit Erstbezug in den frühen 1960er Jahren hier leben. Die Südstadt ist daher ein eher ruhiger Ortsteil.
Die ehemalige Gaststätte „Kosmos“ (wie der „Teepott“ in Warnemünde ein Hyparschalenbau) ist zusammen mit dem 1993 eröffneten Südstadt-Center das zentrale Element der Südstadt. Prägend für die Südstadt sind außerdem das Südstadt-Klinikum, ein Fraunhofer-Institut, die Stadthalle Rostock und der Zentrale Omnibusbahnhof südöstlich des Hauptbahnhofs.
2003 ist das Netz der Rostocker Straßenbahn in die Südstadt erweitert worden, diese hat dadurch an gefühlter Zentrumsnähe gewonnen. Unter anderem deshalb ist die Südstadt einer der am schnellsten wachsenden Ortsteile Rostocks. In den nächsten Jahren sollen viele weitere Wohnungen gebaut werden, etwa an der Mensa, am Groter Pohl oder zwischen Max-Planck-Straße und Albert-Einstein-Straße. Die Pläne für den angrenzenden Stadtteil Groß-Biestow haben sich inzwischen wieder zerschlagen.